# César Antonio Díaz
Pour les articles homonymes, voir Diaz et César Díaz.
César Antonio Díaz Escobar (né le 20 juin 1975 au Chili), est un joueur chilien de football.
Il est connu pour avoir fini co-meilleur buteur du championnat du Chili de clôture 2005 avec 10 buts.